# Ballonfabrik Augsburg

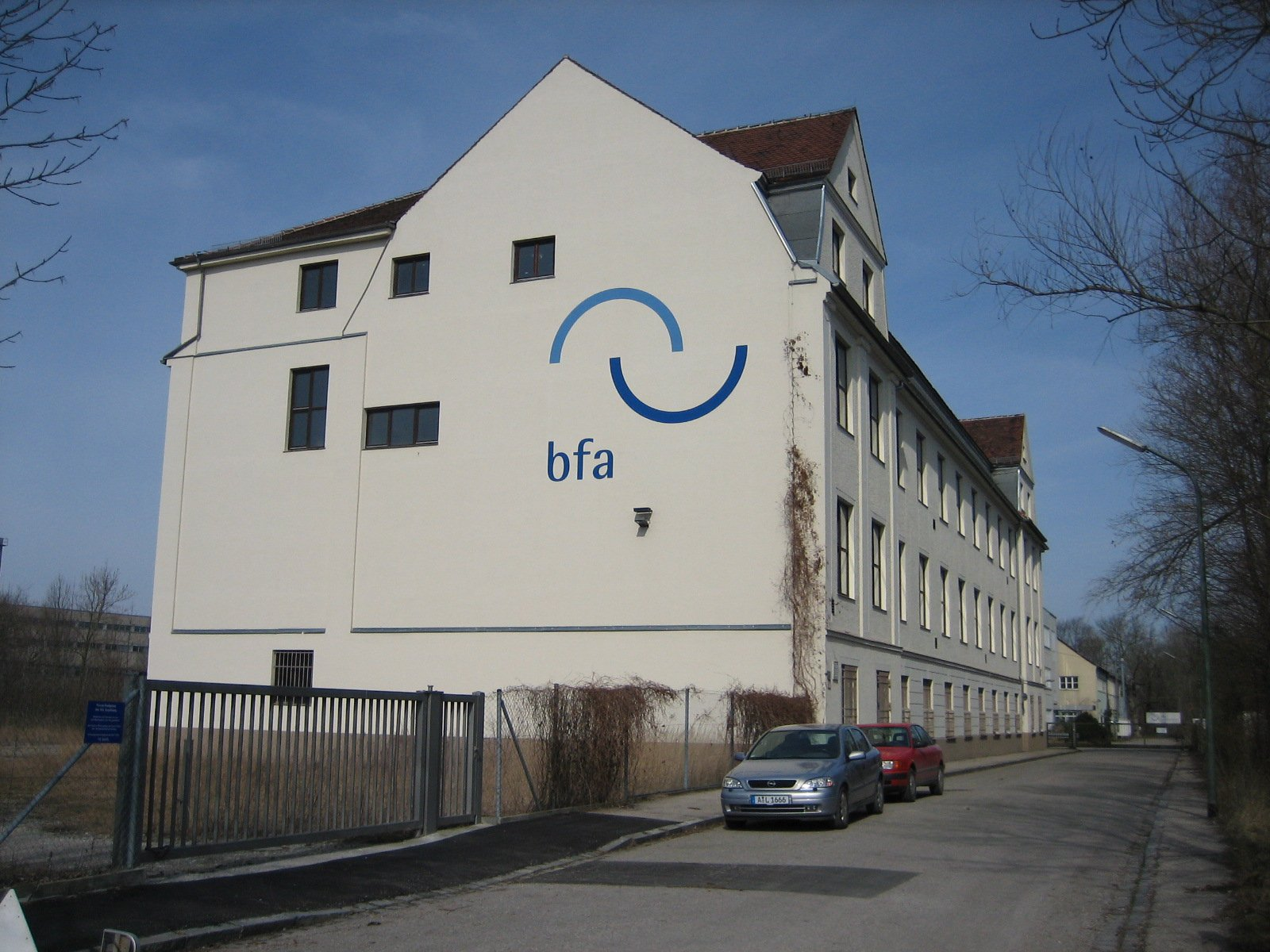
Ein Gebäude der Ballonfabrik

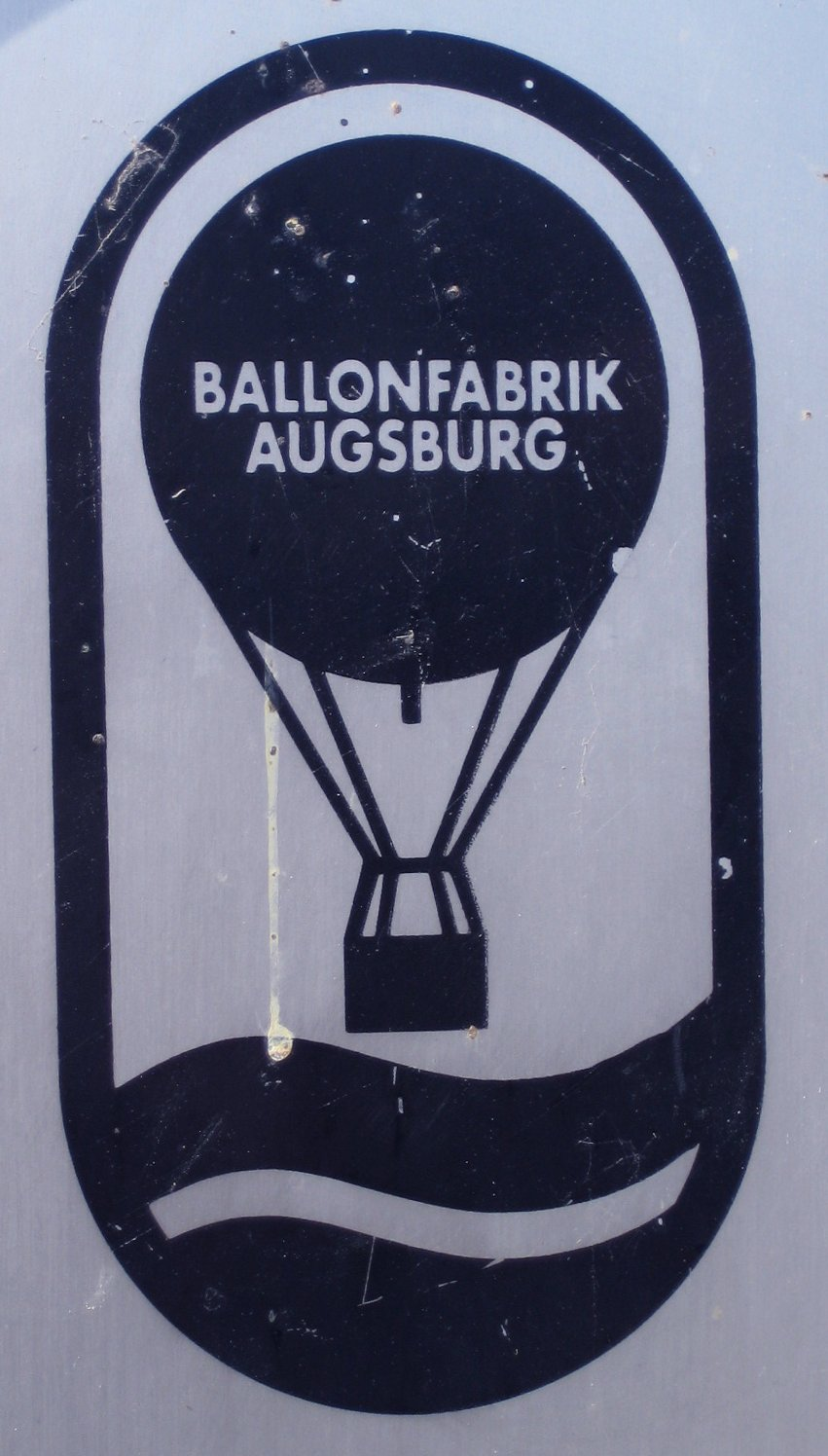
Altes Logo

Die Ballonfabrik Augsburg war ein Unternehmen in Augsburg, das ursprünglich Ballone fertigte. Später wurden hauptsächlich Rettungs- und Sicherheitsausrüstung für Militär und Rettungsdienste sowie Gasspeicherballone für die Industrie hergestellt.

## Geschichte
Die Ballonfabrik wurde 1897 von Kommerzienrat August Riedinger gegründet und übernahm den Bau von Drachenballonen, die auf dem Konstruktionsprinzip von August von Parseval und Hans Bartsch von Sigsfeld beruhten. Bedingt durch die große Nachfrage vor allem des Militärs wurde das Unternehmen bis zum Ersten Weltkrieg Weltmarktführer im Bau von Ballonen. Für die Fesselballons wurden auch die Motorwinden mitgeliefert. Zu dieser Zeit beschäftigte der Betrieb bis zu 800 Mitarbeiter.
Am 27. Mai 1931 startete der Schweizer Physiker Auguste Piccard vom Gelände der Fabrik aus zu einem Ballon-Höhenrekord. Er erreichte mit einem Stratosphärenballon eine Höhe von 15.781 Metern.

Bilder vor dem Aufstieg Piccards vom Fabrikgelände
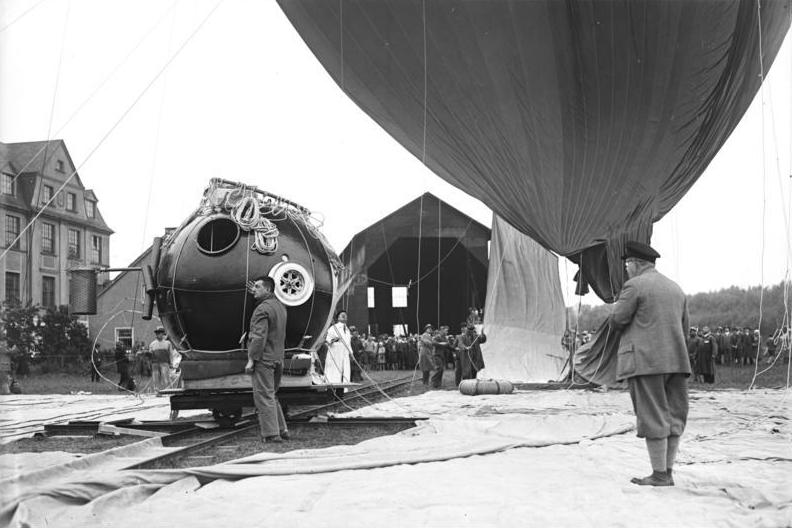
Die Kugelgondel wird zum Startplatz gebracht
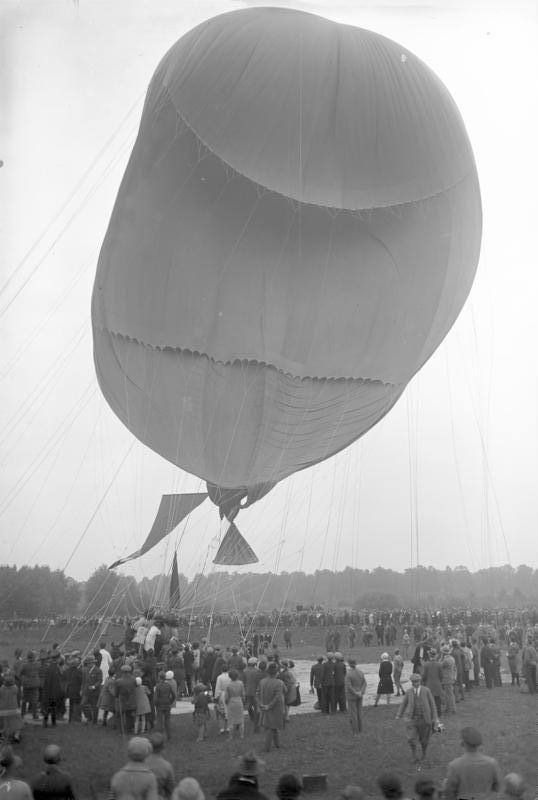
Der Ballon beim Start
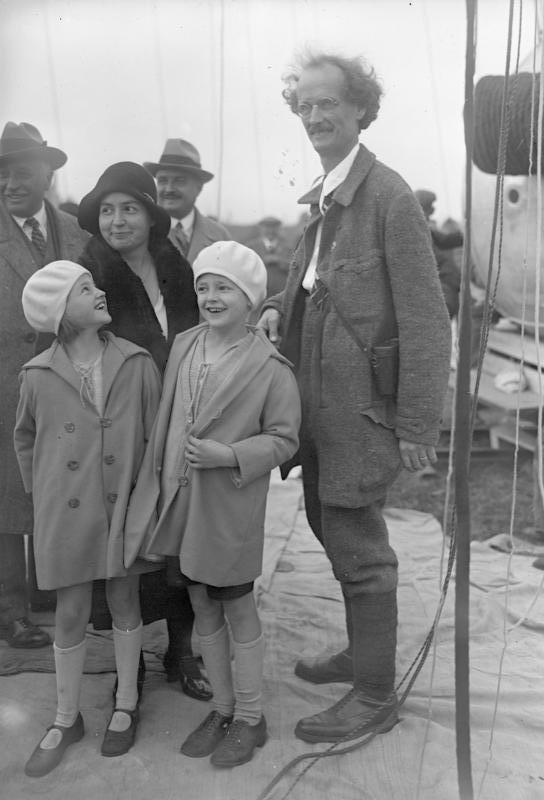
Auguste Piccard mit Familie
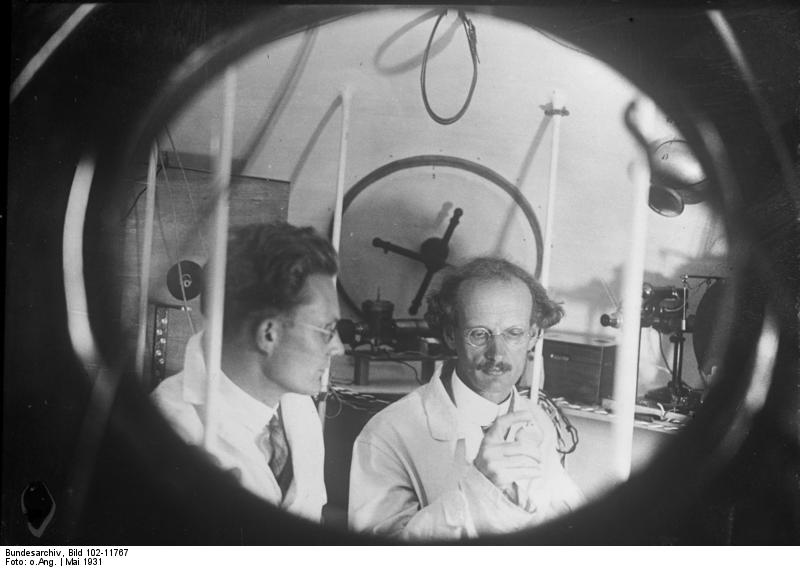
Auguste Piccard und Paul Kipfer in der Kugelgondel

In den 1930er Jahren wurde die „aufgelöste Ballonfabrik Riedinger AG“ von dem Unternehmer Clemens Endras gekauft.

## Zwangsarbeit in der Ballonfabrik
Im folgenden Jahrzehnt waren in der Ballonfabrik Zwangsarbeiterinnen und Zwangsarbeiter tätig. Zu ihnen gehörten: Die Juden Eugen und Emma Karolina Oberdorfer, die Jüdin Jenny Wassermann, die Jüdin Minna Wolf, die zuvor in Augsburg ein eigenes Schuhgeschäft führte und ihre Tochter mit einem Kindertransport nach England in Sicherheit gebracht hatte, die Jüdin Frieda Rosenstiel, die Jüdin Ernestine Levi, der jüdische Religionslehrer Emil Liffgens, die Jüdin Gertrud Charon, zusammen mit ihrer Tochter Erika „und andere jüdische Frauen und Mädchen“. Der Schirmfabrikant Eugen Oberdorfer wurde 1942, noch im Alter von 67 Jahren, zur Arbeit in der Ballonfabrik gezwungen „und im Sommer 1943 als offenbar nicht mehr leistungsfähig deportiert“.

## Nachkriegszeit
Nach dem Tod von Clemens Endras wurde die Leitung der Ballonfabrik von seiner Tochter Gabriele Haßold übernommen.
Bis in die 1950er Jahre wurden vorwiegend Freiluftballone gebaut. Zuletzt wurden in der Ballonfabrik vor allem Rettungs- und Sicherheitsausrüstung für Wasser- und Luftfahrzeuge, Schutzkleidung für Rettungsdienste und Gasspeicherballone für die Industrie hergestellt. Im April 2008 wurde das Unternehmen von der Deutschen Schlauchboot, einer Tochtergesellschaft der nordirischen Survitec, übernommen.

## Nachindustrielle Nutzung
Zum 31. März 2009 wurde die Ballonfabrik geschlossen. Im Februar 2010 beschlossen Kulturausschuss und Stadtrat, dass das Gebäude zukünftig als Dependance des gemeinnützigen Kulturparks West (dessen Räume in der Reese-Kaserne nicht mehr ausreichten) saniert und genutzt werden soll. Unter anderem befinden sich dort jetzt ein Yoga-Studio, ein Kulturzentrum und eine Kletterhalle.